# Carencia de hijos

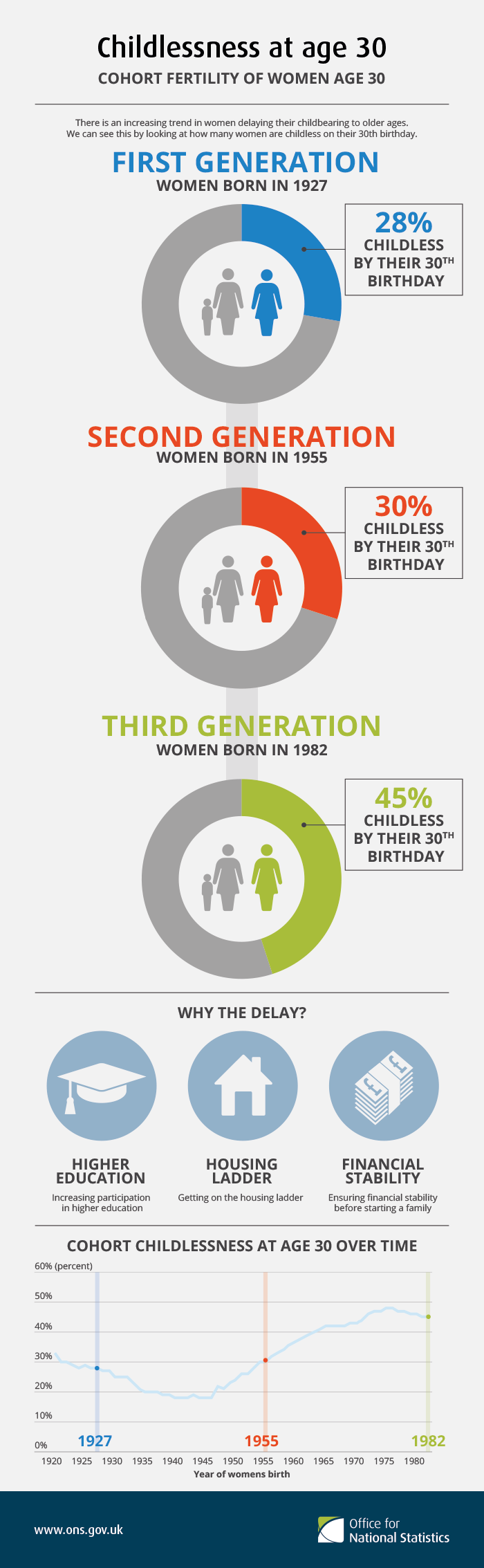
Gráfica sobre la carencia de hijos a los 30 años

La carencia de hijos es el estado en que no se tiene descendientes. Puede tener un significado personal, social o político.
Este estado, que puede ser por elección o circunstancial, se distingue de la falta de hijos voluntaria, donde se elige no tener hijos, y del antinatalismo, en el que se promueve el no procrear.

## Tipos
Se puede clasificar en varias categorías:
- La esterilidad natural que afecta aleatoriamente a los individuos. Se puede pensar en ella como el nivel mínimo de ausencia permanente de hijos que podemos observar en cualquier sociedad dada, y es del orden del 2 por ciento, en línea con los datos de los Huteritas, un grupo establecido como el estándar demográfico en la década de 1950.
- La esterilidad social, que también se puede llamar ausencia de hijos impulsada por la pobreza, o esterilidad endógena, describe la situación de las mujeres pobres cuya fecundidad se ha visto afectada por las malas condiciones de vida.
- Personas que no tienen hijos por las circunstancias. Estas personas pueden no tener hijos porque no han conocido a una pareja con la que les gustaría tener hijos, o porque intentaron sin éxito concebir a una edad materna avanzada, o porque padecen ciertos problemas médicos, como endometriosis o síndrome de ovario poliquístico (SOP), que les dificulta concebir.
- Personas que no tienen hijos por elección.

Las tres primeras categorías a menudo se agrupan bajo la etiqueta "sin hijos involuntariamente". La última categoría a menudo se denomina " ausencia voluntaria de hijos", cuando se decide no reproducirse.

## Estadísticas
El análisis de las tres categorías generales de la falta de hijos (esterilidad natural, esterilidad social, falta de hijos voluntaria) descritas anteriormente ayuda a comprender cómo ha cambiado durante el último siglo en los Estados Unidos. A finales del siglo XIX, los niveles de ingresos y educación eran bajos. Esto hizo que los niveles de esterilidad social fueran muy altos. Además de las causas mencionadas anteriormente, las epidemias de influenza en España hicieron que las mujeres embarazadas infectadas fueran particularmente vulnerables a los abortos espontáneos. La Gran Depresión también empobreció a estas generaciones, para quienes la falta voluntaria de hijos estaba casi ausente. En general, las tasas de ausencia de hijos para las mujeres casadas nacidas entre 1871 y 1915 fluctuaron entre el 15 y el 20 por ciento. El aumento tanto de la educación como de los ingresos generales permitió a las generaciones posteriores escapar de situaciones en las que las parejas estaban "restringidas" para tener hijos y las tasas de falta de hijos comenzaron a descender. Con el tiempo, la naturaleza de la carencia de hijos cambió, convirtiéndose cada vez más en el resultado elegido por algunas mujeres educadas. Con la generación del baby boom se logró un bajo nivel del 7%. Comenzó a aumentar nuevamente para las generaciones posteriores, y el 12% de las mujeres nacidas entre 1964-68 permanecieron sin hijos. Las causas sociales de la falta de hijos han desaparecido por completo para las mujeres con pareja. Sin embargo, no es así para las mujeres solteras, que suelen ser más pobres, para las que todavía existe la esterilidad social.
De 2007 a 2011, la tasa de fertilidad en los EE. UU. disminuyó un 9%, el Centro de Investigación Pew informó en 2010 que la tasa de natalidad fue la más baja en la historia del país norteamericano y que la carencia de hijos aumentó en todos los grupos raciales y étnicos a aproximadamente 1 de cada 5 frente a 1 de cada 10 en la década de 1970. Los Centros para el Control y Prevención de Enfermedades publicaron estadísticas en el primer trimestre de 2016 que confirman que la tasa de fertilidad de EE. UU. había caído a su punto más bajo desde que se inició el mantenimiento de registros en 1909: 59,8 nacimientos por cada 1.000 mujeres, la mitad de su máximo de 122,9 en 1957. Incluso teniendo en cuenta la caída de la tasa de fertilidad, la Oficina del Censo de EE. UU. aún proyectaba que la población nacional aumentaría de 319 millones (2014) a 400 millones para 2051.
En un documento presentado en una sesión de trabajo de la Comisión Económica para Europa de las Naciones Unidas en 2013 sobre proyecciones demográficas, los estadísticos suecos informaron que desde la década de 2000, la carencia de hijos había disminuido en Suecia y los matrimonios habían aumentado. También se hizo más común que las parejas tengan un tercer hijo, lo que sugiere que la familia nuclear ya no está en declive en Suecia.: 10 

## Causas
Las razones de la falta de hijos incluyen, entre otras, las siguientes:

### Voluntarias
- Elección personal, es decir, tener la capacidad física, mental y financiera para tener hijos pero elegir no tenerlos (es decir, no tener hijos voluntariamente).

### Involuntarias
- Infertilidad, la incapacidad de una persona para concebir, debido a complicaciones relacionadas con la mujer, el hombre o ambos. Se considera la razón más importante de la falta de hijos involuntariamente. Las causas biológicas de la infertilidad varían porque muchos órganos de ambos sexos deben funcionar correctamente para que se produzca la concepción. La infertilidad también afecta a las personas que no pueden concebir un segundo embarazo o un embarazo posterior. A esto se le llama infertilidad secundaria.[6]

- Problemas obstétricos o ginecológicos, incluidas las lesiones físicas causadas por un embarazo anterior.[7]

- Dificultades de salud mental, como el deterioro del funcionamiento ejecutivo, que impiden que un posible padre pueda criar adecuadamente a un hijo.

- Dificultades prácticas que involucran características del entorno:
  - Efectos de las normas sociales, culturales o legales (en ocasiones denominados "infertilidad social"):[8]
  - Combinación de

  - La falta de un compañero o pareja del mismo sexo biológico que la persona en cuestión

con
  - Barreras sociales o legales para la formación de una familia por medios no biológicos (adopción o "fusión" familiar), por ejemplo, prohibiciones contra la adopción por personas solteras, adopción por parejas del mismo sexo, matrimonios del mismo sexo con una pareja que ya tiene hijos, etc.[9]

  - Presión económica o social para seguir una carrera antes de tener hijos, lo que aumenta las probabilidades de una eventual infertilidad debido a la edad materna avanzada.
- Falta de recursos suficientes para que tener o criar a un hijo sea una opción prácticamente viable:
  - Insuficiencia de recursos financieros con respecto al nivel de apoyo familiar y comunitario disponible
  - Insuficiencia de acceso a la atención médica (a menudo se superpone con insuficiencia de recursos financieros)
  - Insuficiencia de acceso a cuidados de apoyo necesarios por compromisos laborales o impedimentos de salud mental para el funcionamiento diario
- Falta de voluntad de la pareja, cuando existe, para concebir o criar hijos (incluye parejas que no están dispuestas a adoptar niños a pesar de ser biológicamente infértiles, del mismo sexo biológico o físicamente ausentes)
- La muerte de todos los hijos ya concebidos de una persona, ya sea antes del nacimiento (como en el caso de aborto espontáneo y muerte fetal) o después del nacimiento (como en la mortalidad infantil y de lactantes), junto con el hecho de que una persona aún no haya tenido otros hijos por razones que van desde el agotamiento físico o emocional hasta haber pasado la edad fértil. La muerte de bebés y niños puede ocurrir por varias razones, generalmente médicas o ambientales, como malformaciones biológicas, complicaciones maternas, accidentes u otras lesiones y enfermedades. Tanto la existencia de muchas de estas causas como la gravedad de su daño cuando están presentes pueden mitigarse asegurando que el entorno del bebé o del niño presente recursos que van desde la información sobre la crianza y la seguridad hasta la atención médica pre, peri y posnatal para la madre y el niño.

## Soluciones para la carencia de hijos involuntaria
Algunas personas o parejas pueden disponer de intervenciones médicas para tratar la falta de hijos involuntaria. Entre las opciones disponibles se incluyen la inseminación artificial, inyección intracitoplasmática de espermatozoides (ICIS) y fertilización in vitro. La inseminación artificial es el proceso en el que los espermatozoides se recolectan mediante la masturbación y se insertan en el útero inmediatamente después de la ovulación. La inyección intracitoplasmática de espermatozoides es una técnica más reciente que consiste en inyectar un solo espermatozoide directamente en un óvulo, luego el óvulo se coloca en el útero mediante fertilización in vitro. La fertilización in vitro (FIV) es el proceso en el que un óvulo maduro se extrae quirúrgicamente del ovario de una mujer, se coloca en un medio con esperma hasta que se produce la fertilización y luego se coloca en el útero de la mujer. Aproximadamente 50.000 bebés en los Estados Unidos se conciben de esta manera y, a veces, se les llama "bebés probeta". Otras formas de tecnología de reproducción asistida incluyen, la transferencia intrafalopiana de gametos (GIFT) y la transferencia intrafalopiana de cigotos (ZIFT). Los medicamentos para la fertilidad también pueden mejorar las posibilidades de concepción en las mujeres.
Para aquellos que enfrentan infertilidad social (como individuos solteros o parejas del mismo sexo), así como parejas heterosexuales con infertilidad médica, otras opciones incluyen la subrogación y la adopción. La subrogación, en este caso una madre sustituta, es el proceso por el cual una mujer queda embarazada (generalmente por inseminación artificial o implantación quirúrgica de un óvulo fertilizado) con el propósito de llevar al feto a término para otra persona o pareja. Otra opción puede ser la adopción; adoptar es tomar voluntariamente (un hijo de otros padres) como hijo propio.

## Anticoncepción
Todas las formas de anticoncepción han jugado un papel en la falta voluntaria de hijos, pero la invención del anticonceptivo oral confiable contribuyó profundamente a cambios en las ideas y normas sociales. La falta de hijos voluntaria, como resultado de la anticoncepción, ha influido en la salud de las mujeres, leyes y políticas, relaciones interpersonales, problemas feministas y prácticas sexuales entre adultos y adolescentes.
Margaret Sanger, activista en la década de 1910, fue una figura importante durante el movimiento de derechos reproductivos. Acuñó el término "control de la natalidad" y abrió la primera clínica de control de la natalidad en los Estados Unidos. Sanger colaboró con muchos otros para hacer posible el primer anticonceptivo oral, estas personas incluyen a Gregory Pincus, John Rock, Frank Colton y Katharine Dexter McCormick. La píldora fue aprobada por la FDA para uso anticonceptivo en el año 1960 y, aunque fue controvertida, siguió siendo la forma más popular de control de la natalidad en los EE. UU. hasta 1967, cuando hubo un aumento en la publicidad sobre la posible riesgos para la salud asociados a ella; en consecuencia, las ventas del producto cayeron un veinticuatro por ciento. En el año 1988, la píldora de dosis alta original se retiró del mercado y se reemplazó por una píldora de dosis baja que se consideró tenía menos riesgos y algunos beneficios para la salud.

## Impacto

### Personal
Para la mayoría de las personas, la falta de hijos se ha considerado una tragedia personal, que implica mucho dolor emocional y duelo, especialmente cuando es el resultado de no poder concebir o de la muerte de un hijo. Antes de que se entendiera bien la concepción, por lo general se culpaba a la mujer de la falta de hijos y esto en sí mismo se sumaba al alto nivel de efectos emocionales y sociales negativos de la falta de hijos. Algunas familias adineradas también adoptaban, como un medio de proporcionar herederos en casos de falta de hijos o cuando no habían nacido hijos. El incentivo monetario que ofrece el deseo de algunas personas por tener hijos es tan fuerte que existe un mercado comercial en el tráfico infantil.

### Psicológico
Las personas que intentan hacer frente a la incapacidad de tener hijos involuntariamente pueden experimentar síntomas de angustia similares a quienes atraviesan un duelo, como problemas de salud, ansiedad y depresión.

### Político
Los casos específicos de falta de hijos, especialmente en casos de sucesión real, pero más generalmente para personas en posiciones de poder o influencia, han tenido un impacto enorme en la política, cultura y sociedad. En muchos casos, la falta de un hijo varón también se consideró un tipo de carencia, ya que se necesitaban como herederos de la propiedad y los títulos. Ejemplos de impactos históricos al no tener descendencia incluyen a:
- Isabel I de Inglaterra no tuvo hijos, eligiendo no casarse en parte para evitar la inestabilidad política en el reino, que a su muerte pasó de la Casa de Tudor a la Casa de Estuardo.
- Enrique VIII de Inglaterra se divorció de su primera esposa, Catalina de Aragón, con quien había estado casado durante más de 20 años, porque no había tenido un heredero varón al trono. Esta decisión puso en marcha una ruptura entre las iglesias inglesa y romana que impactó en toda Europa durante siglos.
- La reina Ana tuvo diecisiete embarazos, pero ninguno de sus hijos sobrevivió, por lo que el trono pasó de la casa de Estuardo a la casa de Hannover.
- La primera esposa de Napoleón, Josefina de Beauharnais, no le dio hijos, por lo que se divorció de ella y se casó con otra mujer para engendrar un heredero.
- La falta de un heredero varón al Trono del Crisantemo en Japón llevó al país al borde de una crisis constitucional.[15][16]

### Social
Socialmente, el no tener descendencia también ha resultado en estrés financiero y, a veces, en la ruina de sociedades que dependen de sus hijos para contribuir económicamente y mantener a otros miembros de la familia o tribu. "En las sociedades agrícolas, alrededor del 20 por ciento las parejas, debido a problemas de al menos uno de los dos, no tendrían hijos. La preocupación por asegurar la tasa de natalidad deseada podría convertirse en una parte importante de la vida familiar... incluso después del nacimiento de un primer hijo. En las sociedades agrícolas, hasta la mitad de todos los niños nacidos morirían en dos años...(Los supervivientes podrían, entre otras cosas, enviarse a familias sin hijos como mano de obra, reduciendo las demandas de mantenimiento en el hogar). Durante períodos de guerras o una enfermedad grave las tasas de natalidad más altas podrían ser factibles brevemente para completar los rangos de la comunidad".
En los siglos XX y XXI, cuando el control sobre la concepción se volvió confiable en algunos países, la falta de hijos está teniendo un impacto enorme en la planificación nacional y financiera. En las sociedades donde la maternidad es un signo de libido, no tener hijos puede tomarse como una señal de una libido baja. También pueden ser menospreciados con términos como callejón sin salida genético.

### Estigma
En una sociedad que fomenta y promueve la paternidad, con sus normas sociales y culturales, la falta de hijos puede ser estigmatizante. La idea de que las parejas deben y quieren reproducirse sigue estando muy extendida en América, al contrario de la mayoría de las culturas europeas. El no tener hijos puede considerarse un comportamiento desviado en el matrimonio y esto puede tener efectos adversos en la relación de la pareja, así como en sus identidades individuales cuando se trata de una carencia de hijos involuntaria. Para las personas que consideran que convertirse en padres fue un proceso crítico de su vida familiar adulta, debe producirse una "transición". Esta transición es de la paternidad anticipada a un estado no deseado de no paternidad. Tal transición puede requerir que el individuo reajuste su perspectiva de sí mismo o el rol de relación con su pareja.